# Hymenosphecia albomaculata
Hymenosphecia albomaculata är en fjärilsart som beskrevs av Le Cerf 1917. Hymenosphecia albomaculata ingår i släktet Hymenosphecia och familjen glasvingar. Inga underarter finns listade i Catalogue of Life.